# Mundŏk-kun
Mundŏk-kun (koreanska: 문덕군) är en kommun i Nordkorea.   Den ligger i provinsen Södra P'yŏngan, i den västra delen av landet, 60 km norr om huvudstaden Pyongyang.